# Bangweulu
Bangweulu – rozległe, płytkie jezioro w Zambii, położone na płaskowyżu między jeziorem Mweru a górami Muczinga na wysokości 1140 m n.p.m. Wokół jeziora znajdują się rozległe tereny podmokłe. Jezioro zostało opisane w roku 1868 przez Davida Livingstone’a.
- Powierzchnia jeziora: zmienna od ok. 4000 km²; w porze suchej do ok. 15 000 km²; w porze deszczowej
- Głębokość maksymalna: 5–6 m

Z jeziora wypływa jeden z głównych dopływów rzeki Kongo – rzeka Luapula.